# U219 (潜水艦)
U219はドイツ海軍の潜水艦（Uボート）。XB型。ドイツの降伏後は日本軍に接収され、伊号第五百五潜水艦（いごうだいごひゃくごせんすいかん）となった。終戦まで戦果を挙げることはなかった

## 艦歴
U219はキールのクルップ社ゲルマニア造船所でで1941年5月31日に起工され、1942年10月6日に進水。同年12月12日に就役した。艦長はWalter Burghagenであった。

### 1回目の哨戒
1943年10月22日、機雷敷設のためノルウェーのベルゲンを出撃したが、北大西洋で僚艦に燃料を譲渡した後の1944年1月1日、フランスのボルドーに戻った。

### 2回目の哨戒
同年8月23日、モンスーン戦隊と呼ばれる第33潜水隊群に加わるためボルドーを出発。9月28日にはアヴェンジャー雷撃機を撃墜している。12月28日、ジャカルタに到着。

### 日本による接収
ナチス・ドイツが連合国に降伏したため、1945年（昭和20年）5月6日に帝国海軍が接収し、7月15日に艦籍に入って伊号第五百五潜水艦となる。
呉鎮守府籍となり、第二南遣艦隊付属となるが、艦長以下日本人乗員は潜水艦要員の不足により配置されず、運用はドイツ海軍兵が当たった。入籍が戦争末期であったために活躍することなくジャカルタで終戦を迎え、11月30日に除籍された。1946年（昭和21年）2月3日、南緯06度31分 東経104度54分 / 南緯6.517度 東経104.900度のスンダ海峡南方で蘭駆逐艦の砲撃により海没処分された。